# Arnold Hirt

Ferdinand Hirts Neue Schreib-Lese-Fibel, Breslau 1919

Arnold Ludwig Hirt (* 15. Juli 1843 in Breslau, Königreich Preußen; † 25. Oktober 1928 in Leipzig) war ein deutscher Verleger.

## Leben und Werk
Arnold Hirt besuchte von 1855 bis zum Abitur im Jahre 1863 (zusammen mit Wilhelm Dames und Martin Kirschner) das Maria-Magdalenen-Gymnasium in Breslau. Anschließend studierte er in Heidelberg Geschichte. In London und Paris verbrachte er einige Jahre, um seine Kenntnisse als Buchhändler zu vervollkommnen. Danach ging er zunächst wieder nach Breslau in den Verlag seines Vaters Ferdinand Hirt, der Buchhändler und Verlagsgründer war. 1873 gründete Arnold Hirt, der von seinem Vater bereits zu dessen Nachfolger bestimmt war, in Leipzig einen eigenen Verlag: Ferdinand Hirt & Sohn. 1874 heiratete er. Die Ehe blieb kinderlos.
Unter den Autoren der von ihm besonders gepflegten Jugendbücher waren Brigitte Augusti, Oskar Höcker, Friedrich J. Pajeken und Clementine Helm. Unter den Reisebuchautoren ist Serpa Pinto zu nennen. Nach dem Tod des Vaters im Jahre 1879 übernahm Arnold Hirt in Breslau auch die Leitung des Stammverlages Ferdinand Hirt, Königl. Universitäts- und Verlagsbuchhandlung. Mit dem Kauf des I. H. Bons Verlag, Königsberg, im Jahre 1888 wurde das Verlagsangebot um religiöse Literatur erweitert. Einer der Autoren war hier Fritz Woike. Arnold Hirt gab unter seinem Pseudonym „Arnold Ludwig“, zusammen mit Alwin Oppel, selbst eine Reihe geographischer Bildbände heraus. Aus der ursprünglichen Sortimentsbuchhandlung wurde einer der bedeutendsten Verlage im Osten Deutschlands. Bis in die Mitte des 20. Jahrhunderts hatten Generationen von Schülern aller Schularten Bücher von Ferdinand Hirt in ihrem Schulranzen. Besonders bekannt waren Ferdinand Hirts Schreib- und Lese-Fibel sowie die Geographie für höhere Lehranstalten von Ernst von Seydlitz-Kurzbach (1784–1849) und Büttners Rechenbuch.
Bedeutsam war der Verlag auch für die deutsche und internationale Esperanto-Bewegung. Zwischen 1911 und 1932 verlegte er ca. 50 Titel auf und über Esperanto, darunter die zu ihrer Zeit führenden Wörterbücher von Emil Stark (1911), Paul Bennemann (1923, 1926) und insbesondere das Enzyklopädische Wörterbuch Esperanto-Deutsch von Eugen Wüster (4 Bände A–K, 1923–1928, mehr nicht erschienen) dem späteren Begründer der wissenschaftlichen Terminologielehre. Neben Lehrbüchern und Grammatiken brachte er auch eine Reihe Internacia Mondliteraturo (Internationale Weltliteratur) mit Übersetzungen der Weltliteratur ins Esperanto ebenso heraus, wie originär auf Esperanto verfasste Literatur, insbesondere etwa die Romane von Jan Fethke (Pseudonym Jean Forge) oder einen Poesieband der Esperanto-Dichterin Marie Hankel. Auch die Standardwerke zur Geschichte der Esperanto-Bewegung von Edmond Privat und das Originala Verkaro (Sammlung von Originalschriften) des Sprachinitiators Ludwig Lazarus Zamenhof (Redaktion Johannes Dietterle, 1929) erschienen bei Hirt.
Nach dem De-facto-Verbot des Esperanto im nationalsozialistischen Deutschland stellte der Verlag seine Tätigkeit auf und für Esperanto ein und übergab 1938 die Restbestände sowie alle Verlagsrechte an das Internacia Cseh-Instituto.(Internationales Cseh-Institut) in Den Haag.
Der Verlag wurde von den Erben zunächst in Breslau weitergeführt. Nach 1945 wurde der Verlag Ferdinand Hirt in Kiel wieder gegründet. Die Arnold-Hirt-Stiftung in Heidelberg (Geographisches Institut der Universität Heidelberg) fördert heute Studienreisen und unterstützt geographische Publikationen.
Hirt betätigte sich auch als Kunstmäzen. So schenkte er 1896 dem Museum der bildenden Künste seiner Stadt ein maßstabsgetreues Replikat von Michelangelos David aus Gips, das noch heute dort ausgestellt ist.
Arnold Hirt war mit Alwine, geborene Schwalbach (* 3. September 1850; † 28. August 1938), verheiratet. Beider Urnen wurden im Schwalbachschen Erbbegräbnis in der IV. Abteilung des Neuen Johannisfriedhofs beigesetzt.